# Käthe Lentsch

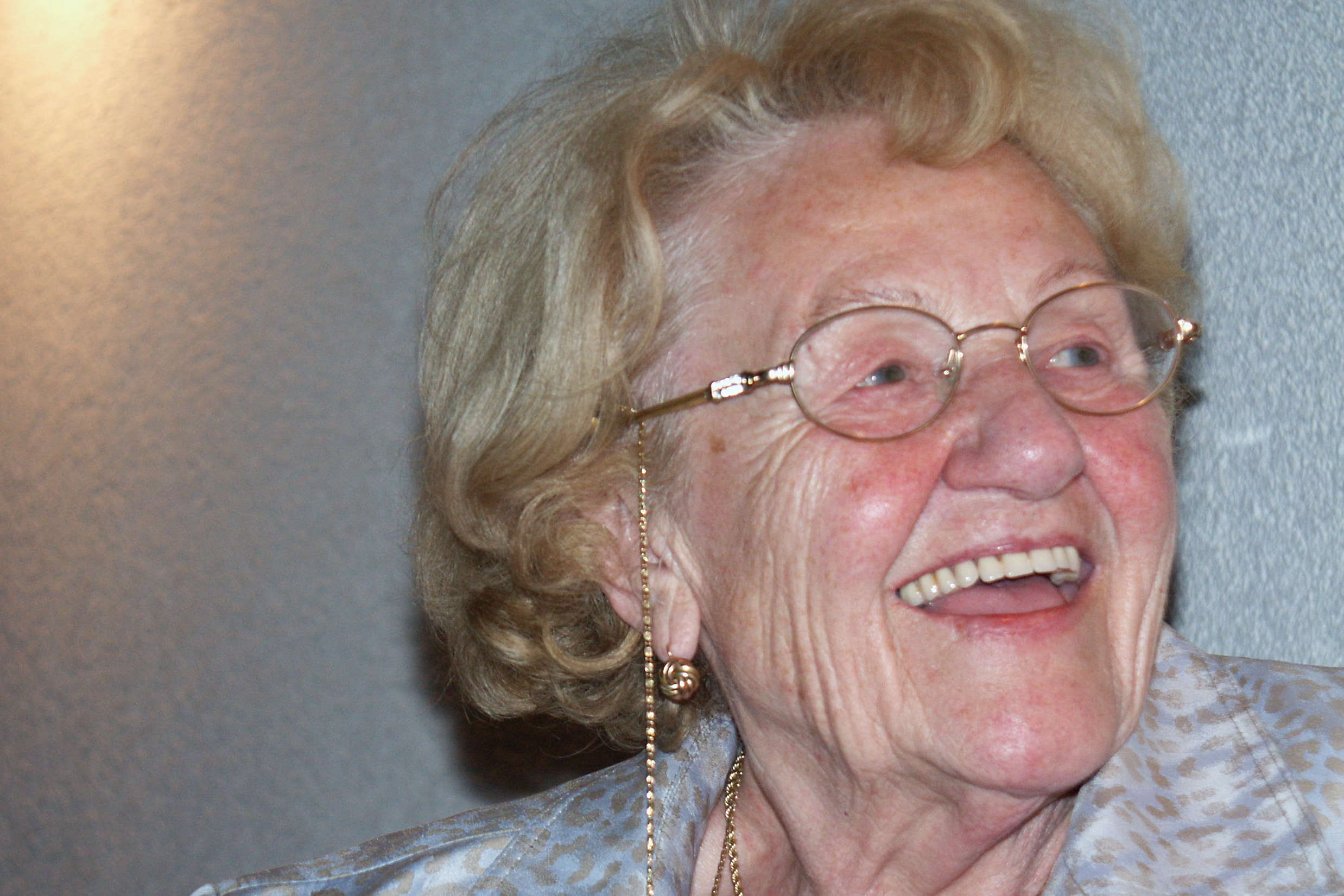
Käthe Lentsch, 2003

Katharina (Käthe) Lentsch (* 26. August 1923 in Sankt Andrä am Zicksee; † 14. August 2018 ebenda) war eine österreichische Soubrette und Schauspielerin.

## Leben
Käthe Lentsch wurde als mittlere von drei Geschwistern in Sankt Andrä am Zicksee geboren. Der Vater war Bauer und Kaufmann in dem burgenländischen Ort. 
Aus einer Liebesverbindung mit dem späteren Burgschauspieler Walther Reyer stammt Sohn Wolfgang, der Vater ihrer Enkelin Sophie Reyer.
Ihre letzte Ruhestätte befindet sich auf dem Friedhof Sankt Andrä am Zicksee.

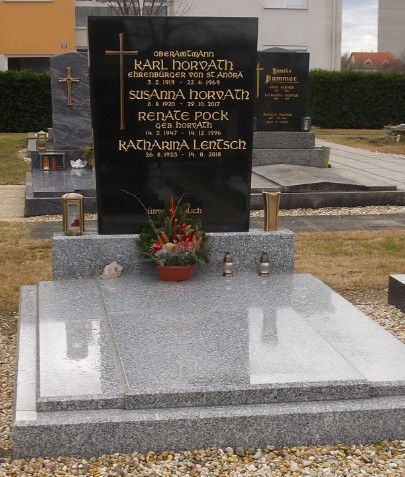
Grabstätte von Käthe Lentsch

## Rollen
Ihre Bühnenlaufbahn begann sie an der Innsbrucker Exl-Bühne, später wechselte sie ans Tiroler Landestheater Innsbruck, wo sie neben Operetten auch klassisches Theater spielte.
- 1946: Adrienne in Der Frechdachs von Louis Verneuil (Stadttheater Baden)
- 1946: Schwester in Kindertragödie von Karl Schönherr
- 1947: Susi in Rendezvous am Bodensee von Wilhelm Stärk (Vorarlberger Landesbühne)
- 1947: Fancette in Ein toller Tag von Beaumarchais (Vorarlberger Landesbühne)[1]
- 1947: Lehrling in Das verlorene Herz von Wilhelm Stärk (Vorarlberger Landesbühne)
- 1947: Lisa in Gräfin Mariza (Vorarlberger Landesbühne)
- 1948: Mi in Land des Lächelns (Vorarlberger Landestheater)
- 1948: Leni in Wenn der Hahn kräht von August Hinrichs
- 1948: Ingeborg Thaulow in Paul Gauguin von Julius Kiener
- 1948: in Gabriele Dambrone von Richard Billinger
- 1949: Ordensschwester Romana in Das unheilige Haus von Hans Naderer (Exl-Bühne)
- 1949: Liesl in Heiratskandidaten von Hans Naderer (Exl-Bühne)
- 1949: Mariandl in Mariandl, der Engel von Carl Borro Schwerla (Exl-Bühne)
- 1949: Lore in Der junge Wolf von Franz Karl Franchy (Exl-Bühne)
- 1949: Eva in Der ewige Spitzbub von Anton Hamik (Exl-Bühne)
- 1949: Eva in Veronika von Franz Streicher (Exl-Bühne)
- 1949: Silvia Lauretz in Via Mala von John Knittel (Exl-Bühne)
- 1950: Brandin in Feuer von Micheál Mac Liammóir (Exl-Bühne)
- 1950: Die Wimpfingerin in Der Ehestreik von Julius Pohl (Exl-Bühne)
- 1950: Maria Stuart in Maria Stuart von Friedrich Schiller